# Registro de la Propiedad Intelectual (Guatemala)
El Registro de la Propiedad Intelectual (RPI, por sus siglas) es un organismo guatemalteco adscrito al Ministerio de Economía, que protege, estimula y fomenta las creaciones del intelecto, así como la inscripción y registro de los Derechos de Propiedad Intelectual en Guatemala.

## Propiedad Intelectual
Está protegida mediante la Ley de Derechos de Autor y Derechos Conexos, Decreto 33-98 del Congreso de la República y su reglamento, la cual tiene por objeto la protección de los derechos de los autores de obras literarias, artísticas, de los artistas intérpretes o ejecutantes, de los productores de fonogramas y de los organismos de radiodifusión.

## Propiedad Industrial
Está protegida mediante la Ley de Propiedad Industrial, Decreto 57-2000 del Congreso de la República y su reglamento, la cual tiene por objeto la protección a la adquisición, mantenimiento y protección de los signos distintivos, de las patentes de invención, modelos de utilidad y de los diseños industriales, así como la protección de los secretos empresariales y disposiciones relacionadas al combate de la competencia desleal. En el caso de la propiedad industrial, el goce y el ejercicio de los derechos reconocidos por la legislación si están supeditados a la formalidad de registro.